# 米洛的维纳斯
米洛的维纳斯（希臘語：Ἀφροδίτη τῆς Μήλου）也稱米洛斯的阿芙洛狄忒、断臂维纳斯，是一座著名的古希腊雕像。這座雕像創作於西元前150到125年之間，表现的是希腊神话中爱与美的女神阿佛洛狄忒（罗马神话中与之对应的女神是维纳斯）。這座大理石雕成的雕像高204公分，明顯大於女性人體真實大小。1820年發現於希臘米洛斯島（現代希臘語稱作米洛），故被稱作米洛的維納斯。
過去它曾被誤認為雕刻家普拉克西特列斯的作品，現在一般認為是亞歷山德羅斯的創作。目前收藏於法國巴黎的羅浮宮。

## 來歷
1820年，农民伊奥尔科斯在米洛斯岛上发现它。他试图将这尊雕像藏起来，但后来还是被一个土耳其军官发现了。当时法国驻土耳其的大使将它买下。這座雕像於隔年作為禮物獻給法國國王路易十八，之後國王將其贈送給羅浮宮。

## 描述
米洛的維納斯以其遺失的神祕雙臂而知名。雕塑整體由两块大理石拼接而成，两块大理石连接处非常巧妙，在身躯裸露部分与裹巾的相邻处。这座维纳斯雕像是举世公认的女性人体美的典范，这是因为她完全符合黄金分割的人体美比例关系。黄金分割的比例关系是1:1.618，把它用在人体上，就是将人体分为上下两个部分，其分界点正位于肚脐。匀称的人体上下两部分的比例正好是1:1.618。由于这个比例接近于8:5或5:3，而人体的总长为8头身，所以这个总长度可以分割成头、颈下至肚脐、肚脐至脚三段。这三段以头部为基准，分割为1:2:5的整数比，成为人体美的标准规则。维纳斯的造型魅力在于，无论从哪个角度去看，她都符合人体的黄金分割率，因此她能超越时代，成为女性永恒美的象征。

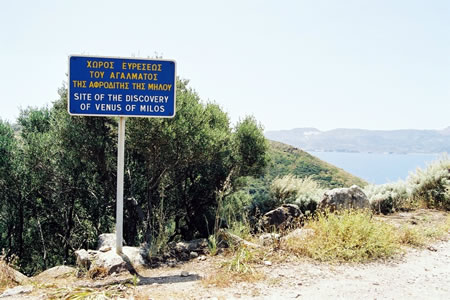
断臂维纳斯出土地点

## 延伸阅读
- Curtis, Gregory. . New York: Alfred A. Knopf. 2003. ISBN 978-0375415234. OCLC 51937203.
- Duyker, Edward. . Dunedin, New Zealand: Otago University Press. 2014. ISBN 978-1877578700.
- Nicholas, Lynn H. . New York City: Vintage Books. May 1995 [1994]. ISBN 978-0-679-40069-1. OCLC 32531154.
- Venus de Milo: The Oxford Dictionary of Art （页面存档备份，存于）
- James Grout, Venus de Milo, part of the  Encyclopædia Romana

## 外部連結
- 羅浮宮官方頁面 （页面存档备份，存于）